# Galbjerg (Slesvig)
Galbjerg (på dansk også Gallebjerg og Galgebjerg, på tysk Gallberg) er navnet på en gade og en bakke i byen Slesvig (Sydslesvig), der forbinder den indre by med Sankt Jørgen (Jørgensby). Galbjerg danner sammen med Hestebjerg et fælles højdedrag, der falder mod syd mod Slifjorden. På Galbjerg fandtes tidligere et rettersted med en galge (se også → Galgebakke). Stednavnet kan forklares som en forvanskning af Galgebjerg. En anden forklaring bygger på oldnordisk giald ≈ offer. Måske har Galbjerget været en hellig offerplads. Tilsvarende betydninger kendes f.eks. fra stednavnet Gallehus (hvor guldhornene blev fundet).
Den nuværende gade, der ligger i forlængelse af Langegade, er en sammenlægning af Angelbogade og Hestetorvet.